# Контільяно
Контільяно (італ. Contigliano) — муніципалітет в Італії, у регіоні Лаціо,  провінція Рієті.
Контільяно розташоване на відстані близько 65 км на північ від Рима, 9 км на захід від Рієті.
Населення — 3757 осіб (2014).

## Демографія
Населення за роками:

Станом на 1 січня 2023 року в муніципалітеті офіційно проживало 259 іноземців з 34 країн, серед них 96 громадян країн Євросоюзу та 20 громадян України.

## Сусідні муніципалітети
- Касперія
- Коллі-суль-Веліно
- Коттанелло
- Греччо
- Монтазола
- Рієті